# دین (خواننده)
دین (به انگلیسی: Deen) (زاده ۱۲ آوریل ۱۹۸۲) خواننده بوسنیایی است.
او در مسابقه آواز یوروویژن ۲۰۰۴ نماینده بوسنی و هرزگوین بود .او همچنین در مسابقه آواز یوروویژن ۲۰۱۶ به همراه دالا ، آنا رکنر و جالا نماینده بوسنی و هرزگوین بود .